# Ictinia mississippiensis
Il nibbio del Mississippi (Ictinia mississippiensis (A. Wilson, 1811)) è un uccello accipitriforme della famiglia degli Accipitridi originario delle regioni centro-meridionali e sud-orientali degli Stati Uniti.

## Descrizione

### Dimensioni
Misura 31-38 cm di lunghezza, per un peso di 216-269 g nel maschio e di 278-339 g nella femmina; l'apertura alare è di 75-83 cm.

### Aspetto
I nibbi del Mississippi sono uccelli dalla sagoma che ricorda molto quella di un falco. Le femmine hanno dimensioni e apertura alare leggermente maggiori. Gli adulti hanno una livrea quasi interamente grigia, con ali più scure e una testa leggermente più chiara. La coda, caso unico tra i rapaci dell'America del Nord, presenta un colore nero intenso. Viste da sopra, le ali presentano una tinta castana nella regione delle primarie e delle macchie bianche sulle secondarie. Una maschera facciale nera circonda gli occhi rossi. Il piccolo becco nero ha un bordo giallo attorno alla bocca.
Gli immaturi sono piuttosto diversi dagli adulti. Hanno la testa bianca o beige e il collo e le parti inferiori fortemente striate di nero e marrone. Le piume della mantellina e delle copritrici alari sono di colore nero opaco con alcuni margini chiari. Sulla parte inferiore della coda vi sono tre strette strisce bianche. I giovani mantengono questo particolare piumaggio fino al loro secondo autunno.
Anche se non presentano il groppone chiaro e la sagoma tozza, i nibbi del Mississippi vengono occasionalmente scambiati per delle albanelle reali. Gli immaturi vengono talvolta confusi con i giovani di poiana alilarghe (Buteo platypterus) o di falco pellegrino.

## Biologia
I nibbi del Mississippi sono uccelli gregari. Si riposano, vanno in cerca di cibo e migrano in gruppo. Nidificano spesso in colonie aperte. I nibbi del Mississippi trascorrono la maggior parte del tempo in aria. Il loro volo è scorrevole, ma non possiamo parlare di un vero e proprio volo planato. Cambiano spesso direzione e altitudine. Non hanno l'abitudine di effettuare dei voli circolari come alcuni rapaci e la loro traiettoria è piuttosto rettilinea.
Tutti i nibbi del Mississippi sono migratori. Nel mese di agosto, iniziano a immagazzinare le loro riserve di grasso e lasciano l'emisfero boreale per paesi dal clima più clemente. Dopo un viaggio di quasi 5000 chilometri, raggiungono le regioni centrali dell'America del Sud.

### Alimentazione
I nibbi del Mississippi sono principalmente insettivori. Si nutrono di cicale, cavallette, grilli, coleotteri e persino libellule. La caccia agli insetti inizia ad un'altezza piuttosto elevata. Non appena l'uccello individua una grande concentrazione di insetti, spiega le ali ed effettua un impressionante volo in picchiata fino a catturare una preda con una o due delle sue zampe. Questo nibbio si sbarazza delle parti «meno nobili» (arti e ali) e divora il resto. Le parti scartate degli invertebrati vengono spesso trovate nei dintorni dei nidi. I vertebrati costituiscono una componente molto scarsa del suo menu: nella maggior parte dei casi, si tratta di animali recuperati sui bordi delle strade dopo una collisione.

### Riproduzione
Il nibbio del Mississippi è monogamo. Le coppie si formano poco prima o subito dopo il loro arrivo nei siti di nidificazione. Le parate sono piuttosto rare, ma i maschi montano costantemente la guardia nei pressi della loro compagna. Questo rapace porta a termine una sola covata per stagione, che si estende da maggio a luglio. Da 5 a 7 giorni dopo il loro arrivo, i due adulti iniziano a costruire un nido completamente nuovo o riabilitano una vecchia struttura già esistente. Il nido viene costruito su una grande biforcazione, ad un'altezza che varia da 3 a 30 metri dal suolo. A volte il nido si trova nelle vicinanze di uno sciame di vespe o di api che forniscono una protezione efficace contro i dermatobi che parassitano i giovani. Piatto e tozzo, è costruito con piccoli ramoscelli e pezzi di legno ed è rivestito di muschio. I nibbi aggiungono regolarmente foglie fresche, probabilmente per ricoprire i resti di cibo che si accumulano sul fondo del nido.
I nibbi nidificano in colonie. Sono una delle poche specie di rapaci in cui la coppia è aiutata da degli assistenti. Questi sono generalmente esemplari di un anno che assicurano la difesa del nido, ma partecipano anche alla sua costruzione, covano le uova e allevano i giovani. La femmina depone da 1 a 3 uova. L'incubazione inizia subito dopo la deposizione del primo uovo. Entrambi i genitori si alternano in questo compito per un periodo di tempo che varia da 29 a 32 giorni. I nuovi nati sono nudi e indifesi, e pertanto gli adulti devono occuparsi senza sosta di loro per i primi 4 giorni, durante i quali tutte le prede portate nel nido vengono destinate a loro. Entrambi i genitori nutrono i pulcini per almeno 6 settimane. Questi ultimi lasciano il nido 25 giorni dopo la schiusa, ma non sono in grado di volare per un'altra settimana o due. La maggior parte dei giovani diventa indipendente 10 giorni dopo l'involo.

## Distribuzione e habitat
Nelle regioni centrali e sud-occidentali del loro areale di riproduzione, i nibbi del Mississippi frequentano le foreste delle pianure alluvionali caratterizzate da alberi di latifoglie. Mostrano una certa preferenza per le grandi distese boschive in prossimità di habitat aperti come praterie e aree coltivate. Nella parte meridionale dell'areale, si insediano piuttosto nelle zone boschive e nelle savane, purché vi siano querce che si alternino alle distese erbose. I nibbi del Mississippi sono endemici del continente nordamericano. Nidificano dall'Arizona e dalla parte meridionale delle Grandi Pianure, a ovest, fino alla Carolina ad est e al golfo del Messico a sud. Si trovano in gran numero nelle zone centrali del Texas, in Louisiana e in Oklahoma. Negli ultimi anni, il loro areale si è accresciuto considerevolmente e ormai non è raro vederli in Nuova Inghilterra in primavera e nelle regioni tropicali in inverno. I nibbi del Mississippi trascorrono l'inverno in America del Sud e nelle regioni meridionali della Florida e del Texas.